# Parc national de Krkonoše
Le parc national des Monts des Géants (en tchèque : Krkonošský národní park), souvent abrégé en KRNAP) est un parc national situé près des villes de Liberec et Hradec Králové, en Tchéquie. Il se trouve dans les monts Krkonoše ou monts des Géants, qui sont les montagnes les plus élevées du pays. Il couvre une superficie de 363 km2. Le parc a également été répertorié comme réserve de biosphère par l'UNESCO. Il borde le parc national des Karkonosze, en Pologne.

## Description
Le point culminant des monts des Géants est la montagne de la Neige (Sněžka - 1 602 m), qui est aussi la plus haute montagne de la Tchéquie. Le siège du parc national est situé dans la ville de Vrchlabí, souvent qualifiée de « passerelle vers les monts des Géants ».

## Galerie

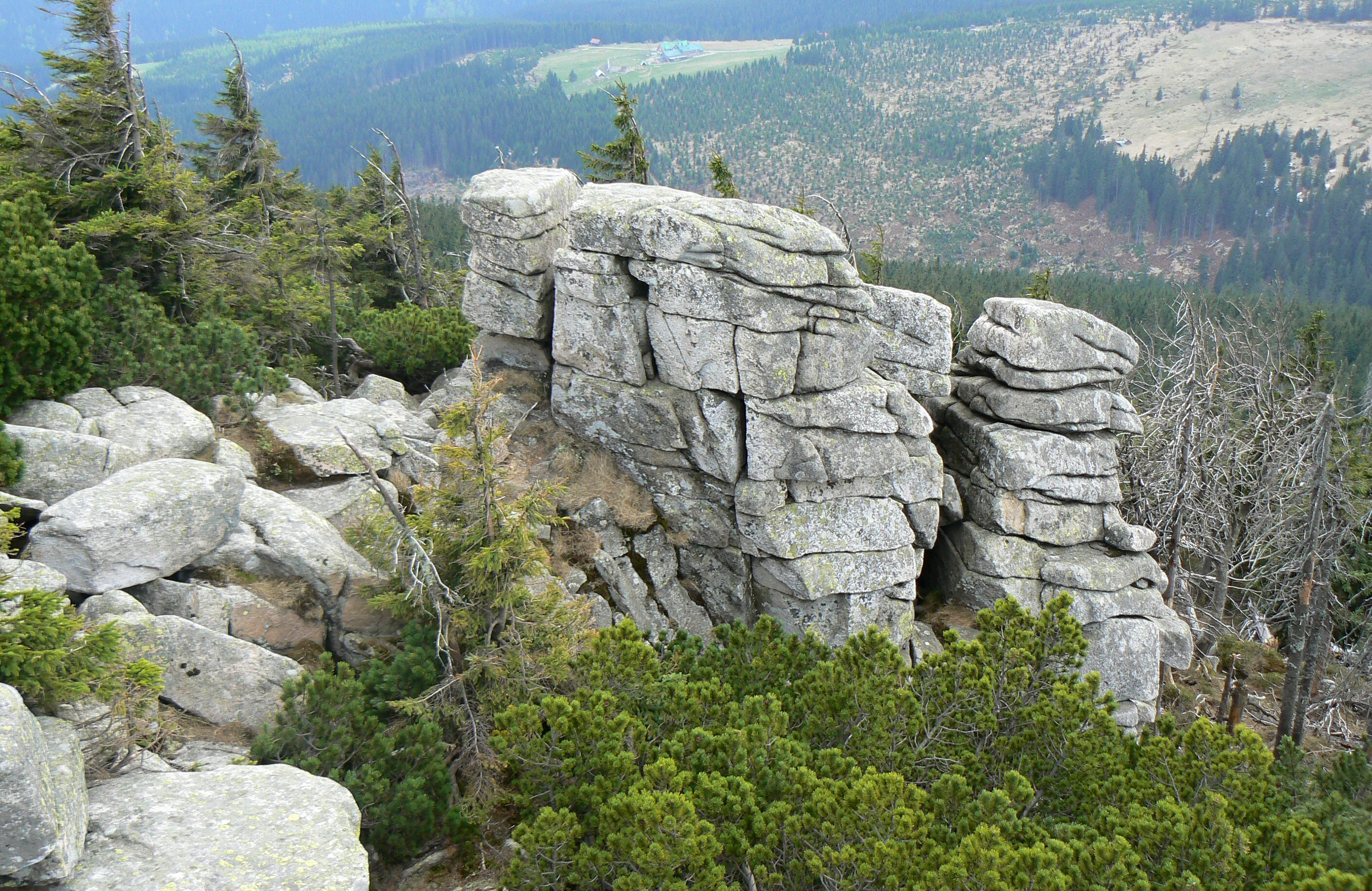
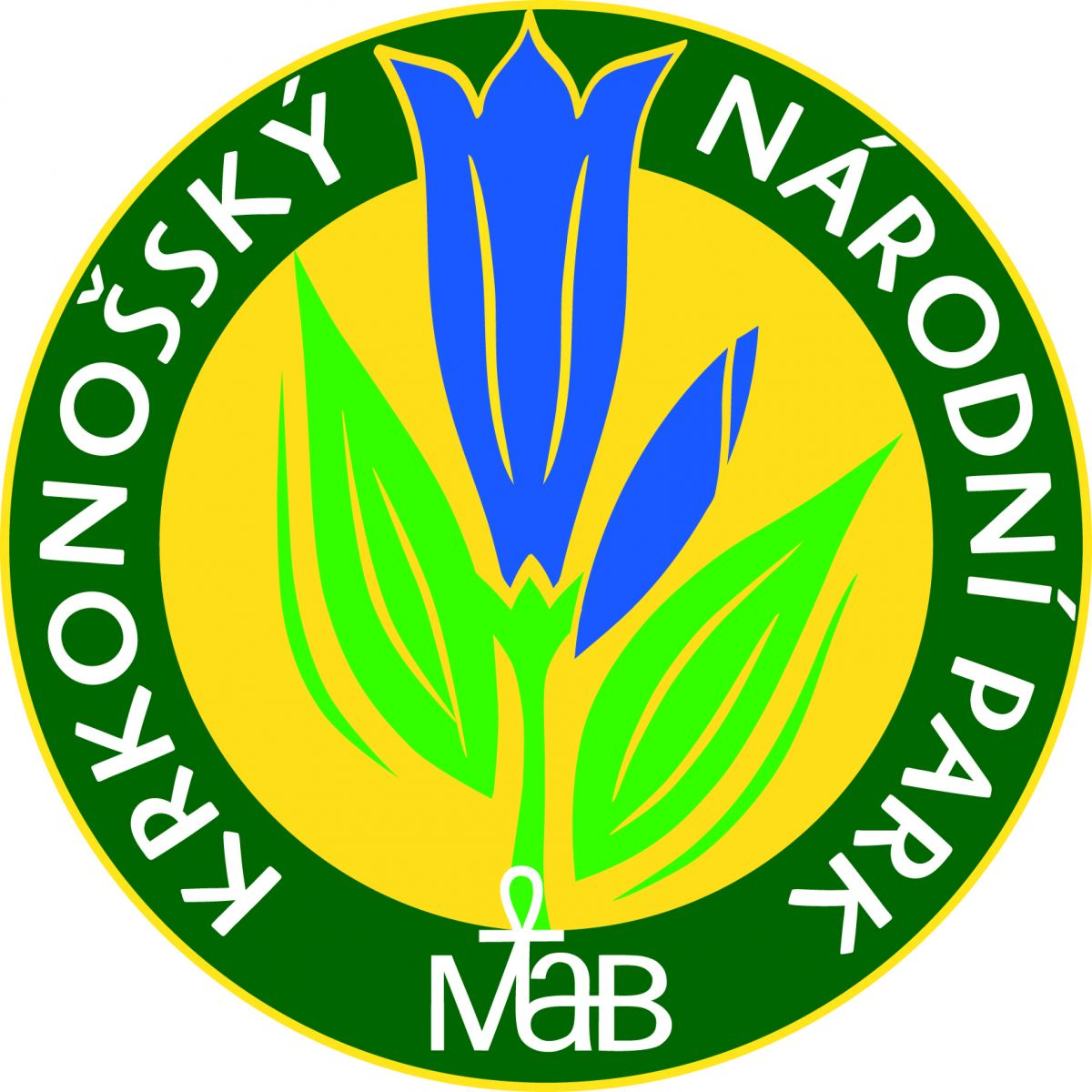
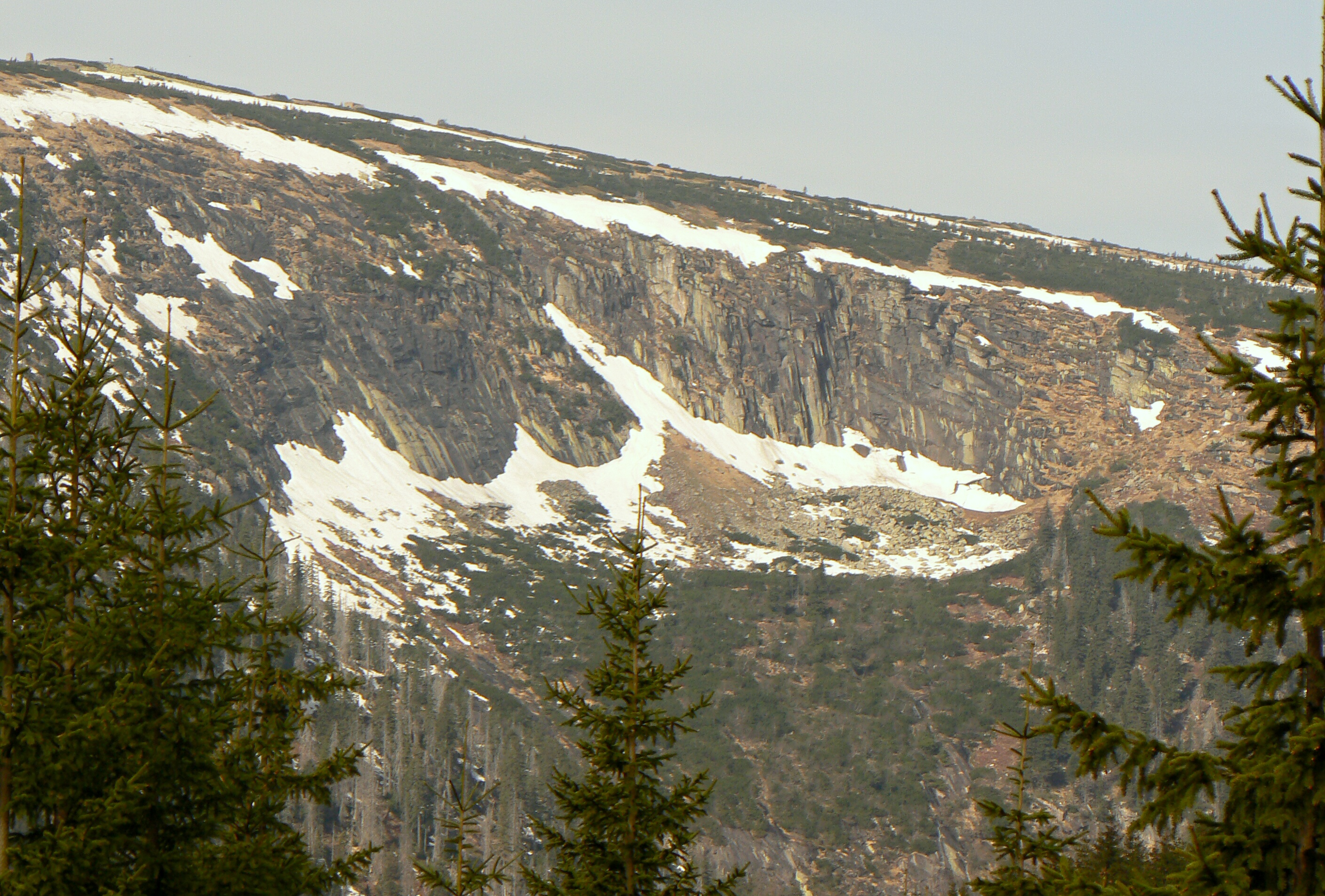
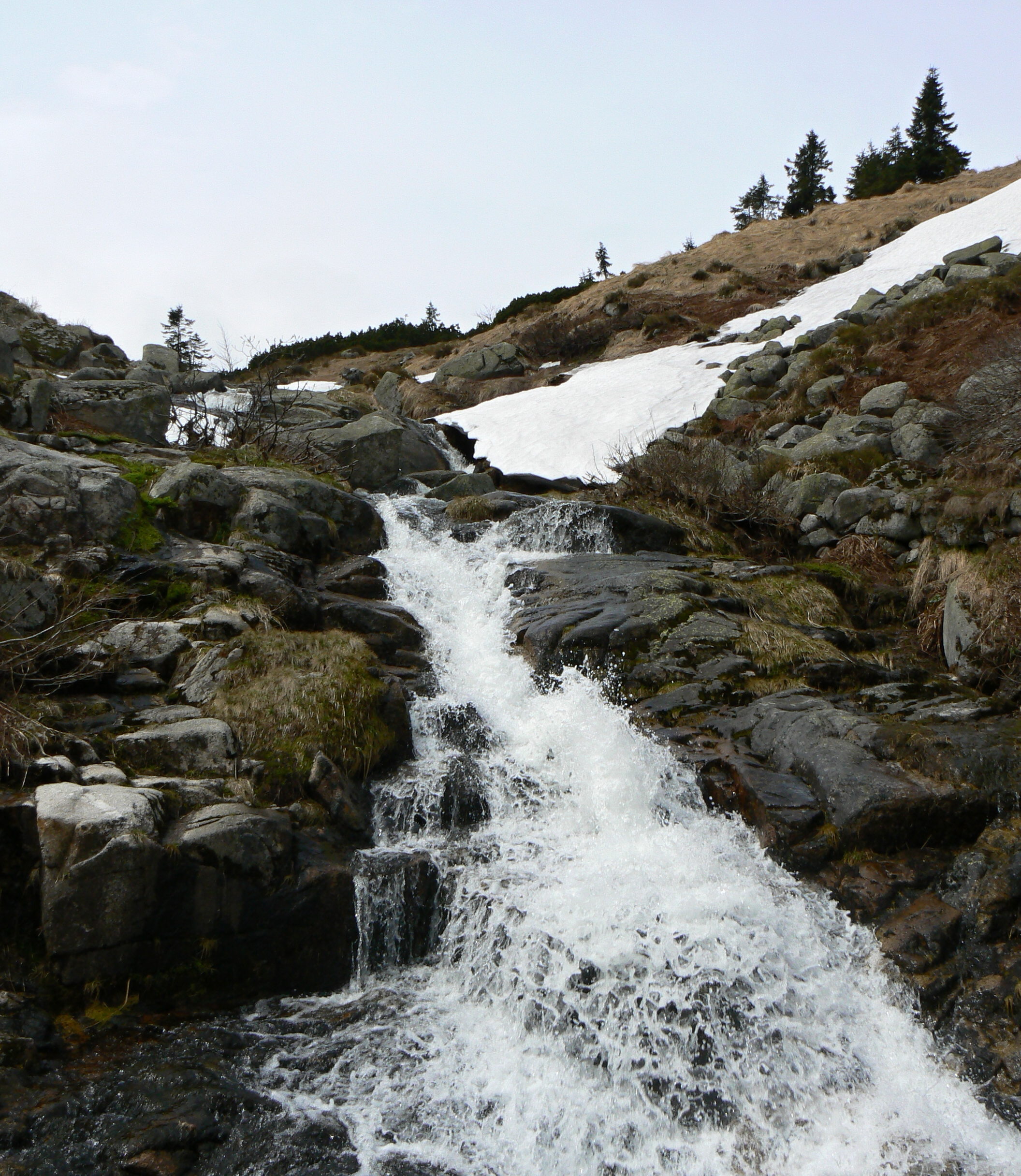
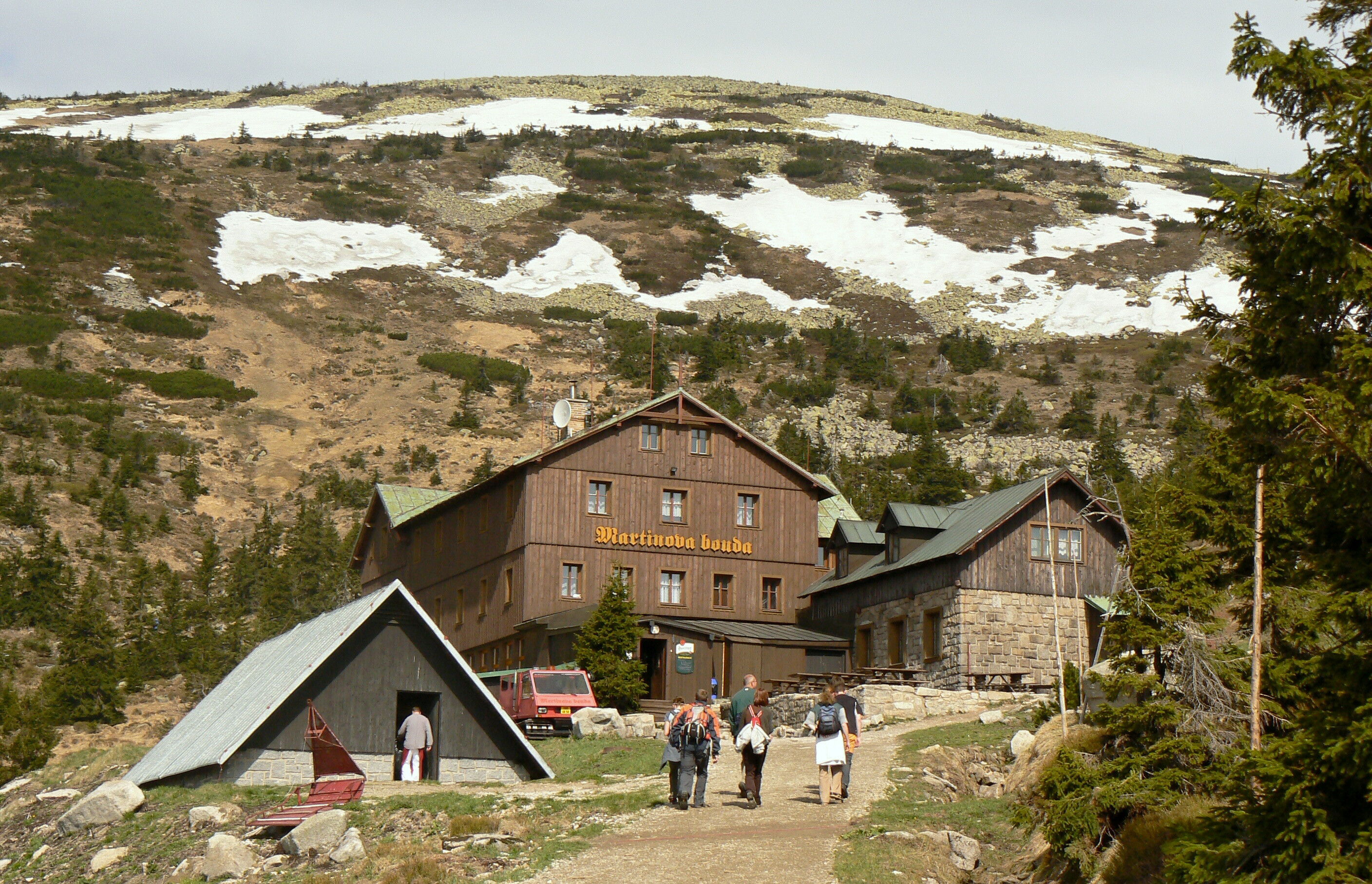
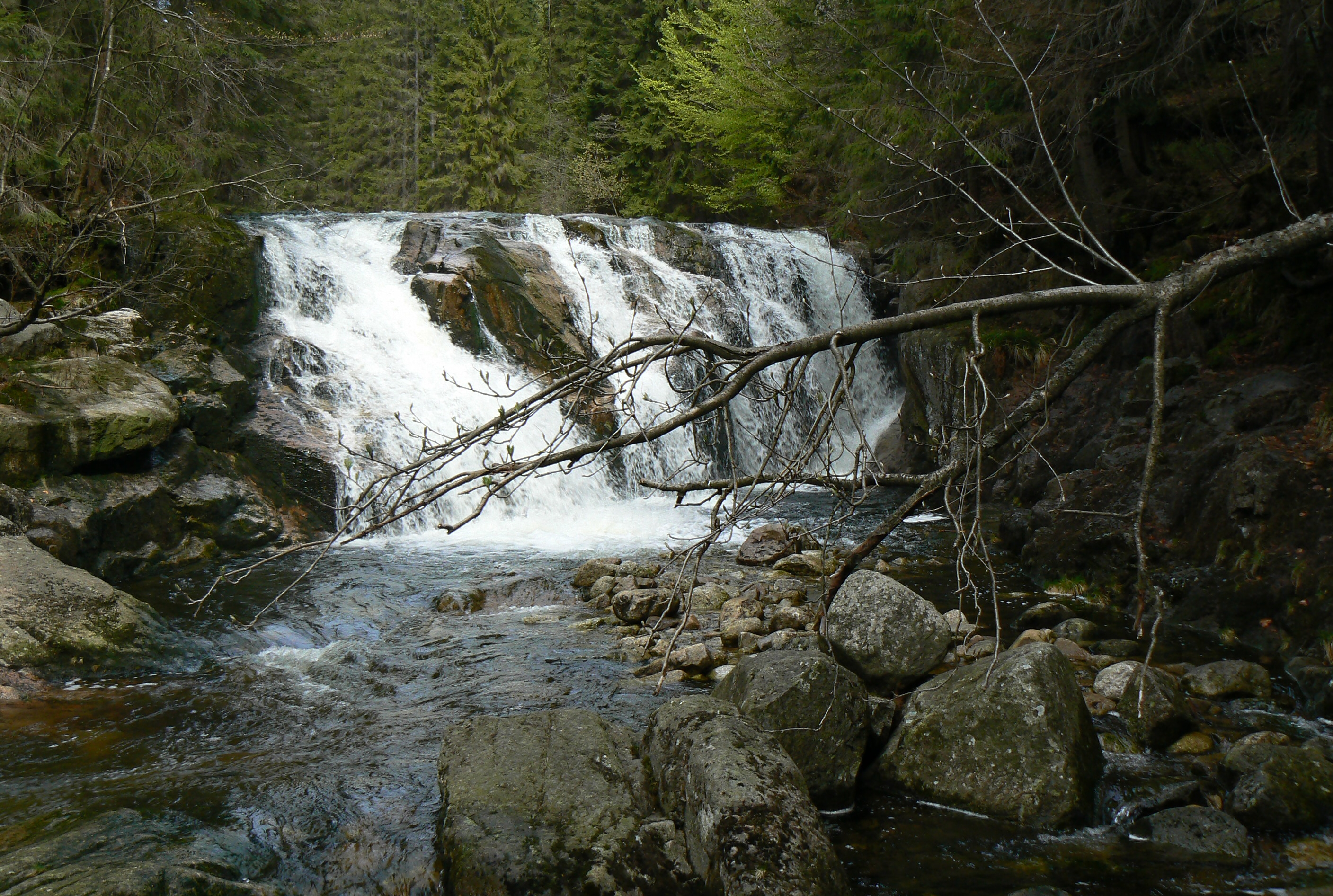